# أخطبوطيات

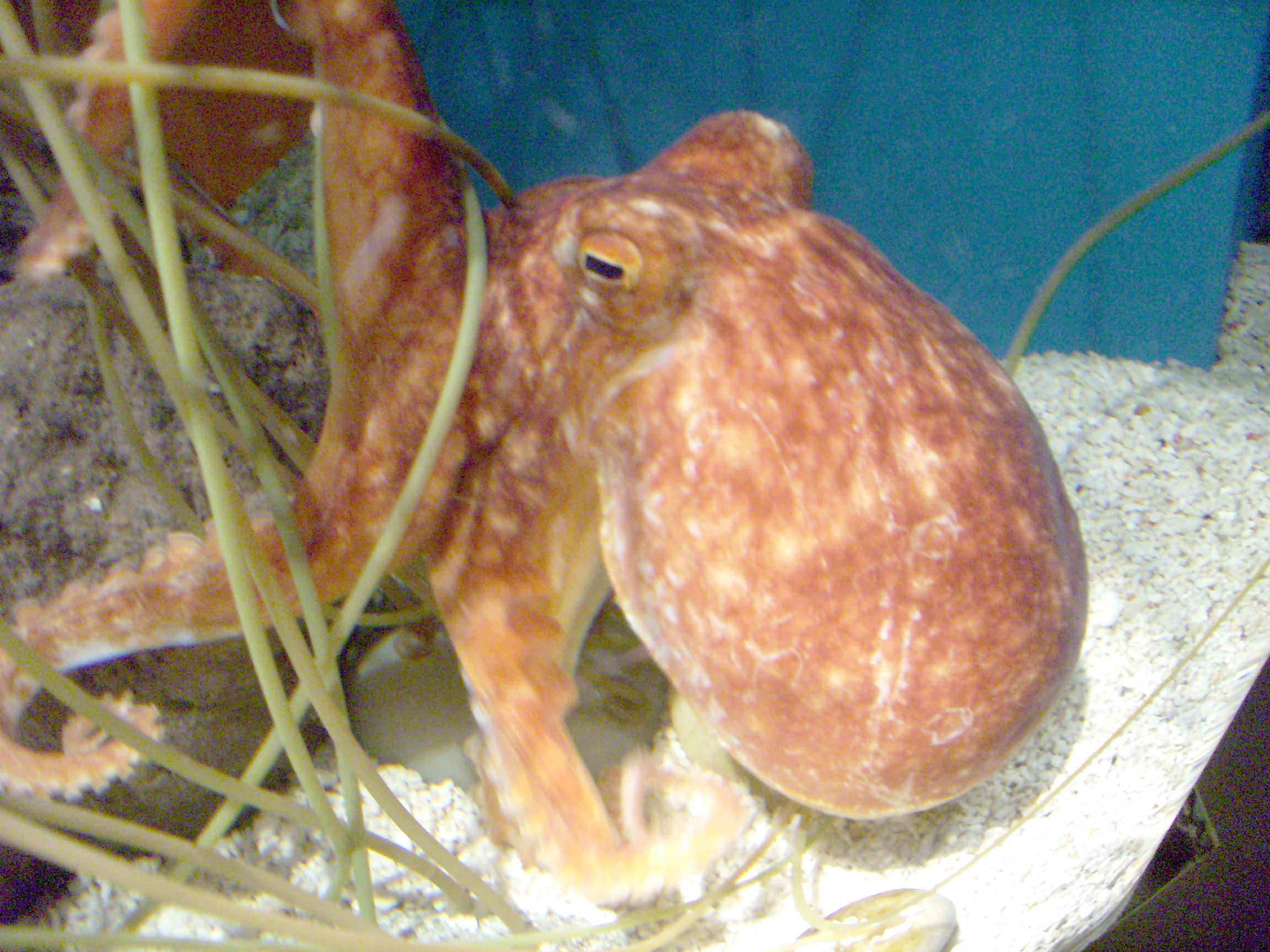
أخطبوط

الأُخطُبُوطيات (أو رتبة الأخطبوط أو الأُخْبُوط (الجمع: أُخطُبوطات وأخَاطِب)) أو ثمانيات الأرجل هي رتبة من طائفة الرأسقدميات، له ثمانية مجسات طويلة تتخذ هيئة لوامس مليئة بالماصات، وهو يصنف ضمن مجموعة الرخويات التي تضم الحبار والحلزون والمحار وغير ذلك من الكائنات. وهي من الأحياء المائية المميزة. وتعيش الخطابيط أساسا في بحر الصين والبحر الأبيض المتوسط، وعلى امتداد سواحل هاواي وأمريكا الشمالية وجزر غرب الآنديز

## التشريح
للأخطبوط ثلاثة قلوب، اثنان منهما يضخان الدم إلى الخياشيم، في حين أن الثالث يضخ الدم إلى باقي الجسم. يحتوي دم الأخطبوط على بروتين الهيموسيانين الغني بالنحاس وذلك من أجل نقل الأكسجين.

## الذكاء
ذكاء الأخطبوط محدود ، ولا يتميز عن غيره من الحيوانات البحرية.إلا أن الأخطبوط يُعتبَر هو الحيوان الأذكى في عالم اللافقاريات، وهي الحقيقة التي جعلت علماء الأحياء لا يكفون عن اختبار خلاياه العصبية. وكان باحثان إيطاليان قد أجريا تجربة على مجموعة من الأخاطيب في تسعينات القرن العشرين حيث قاما بتعليمها كيفية التمييز بين كرة حمراء وأخرى بيضاء. وعندما كان الأخطبوط يختار الكرة الحمراء، كان الباحثان يقدمان له كمية من الغذاء كنوع من المكافأة، أما إذا وقع اختياره على الكرة البيضاء فكان يتم تعريضه كنوع من العقاب، لشحنة كهربائية خفيفة تشعره بألم بسيط. وبعد أن أتم الأخطبوط 16 محاولة، وصل إلى مرحلة أصبح بعدها لا يختار إلا الكرة الحمراء، والواقع أن القدرة على التمييز بين الأشياء وحفظ الدرس لأسابيع عدة، من الملكات التي تتميز بها الثدييات التي تمتلك دماغاً متطوراً جداً كالإنسان مثلاً !، أما فيما يتعلق بالأخطبوط، فدماغه بسيط التركيب من حيث أنه لا يتكون إلا من كمية صغيرة من الخلايا العصبية التي تكون بدورها حلقة حول قناة البلعوم، وعلى الرغم من ذلك نجد أن الأخطبوط قادر على القيام بإنجازات أو أعمال لا يمكن أن يقوم بها أي حيوان آخر من اللافقاريات، وقد أثبتت التجربة التي قام بها الباحثان الإيطاليان، أن الأخطبوط قادر على تعلم سلوك معين من خلال ملاحظة تصرف أقرانه، فبينما تسعى مجموعة من الأخطبوطات إلى اختيار الكرات الحمراء المطلوبة، تحاول مجموعة أخرى تعلم التصرف أو السلوك الصحيح من خلال مراقبتها لما يحدث من خلف إحدى الواجهات الزجاجية، وعندما أخضعت هذه المجموعة للتجربة السابقة ذاتها، كانت تتوجه بسرعة لاختيار الكرة الحمراء، فهل الأمر مجرد مصادفة أم أن الأخطبوط يتمتع بذكاء فطري يميزه عن اللا فقاريات الأخرى؟ ، الواقع أن الإجابة عن هذا التساؤل لم يتم التأكد منها حتى الآن، حتى أن باحثة أمريكية حاولت إعادة التجربة السابقة من جديد، لكنها لم تتوصل إلى النتائج نفسها.

## الدفاع
له 8 أذرع مغطاة من باطنها بممصات قوية يستخدمها في الإمساك بفرائسه من أسماك والأحياء المائية الأخرى.

## التكاثر
الطريف أن التكاثر بين ذكر الأخطبوط وأنثاه يجري عن بعد أي من دون اتصال بين جسديهما، حيث يمد الذكر أحد مجساته الطويلة المنتهية بميزاب (مزراب) ويدخله في تجويف يؤدي إلى المبايض، وهناك يفرغ الذكر جرعات من حيواناته المنوية، وتقوم الأنثى بالاحتفاظ بها لعشرة شهور، وذلك داخل غدة تقع بالقرب من المبايض، وعندما تجد الأنثى عشاً ملائماً يحفظ بويضاتها، تقوم بوضع البويضات الملقحة التي يصل عددها إلى 200 ألف بويضة فيه. وتبقى الأنثى تحرسها وتتوقف عن التغذي. ولكي تتجنب عدم تعرض بويضاتها إلى الاختناقات بفعل الجزئيات العالقة في الماء تقوم بتنظيفها بأطراف أذرعها وتعيد تجديد الماء المحيط بها وذلك بالنفخ عليه باستخدام ماصة أو رشافة. وتستمر عملية حضانة البويضات لفترة تتراوح بين أسبوعين و11 أسبوعاً، ويعتمد ذلك بالطبع على درجة حرارة المياه. والمفارقة المثيرة أن أنثى الأخطبوط تتعرض للموت عقب هذه الفترة نظراً لعدم حصولها على أي تغذية، كنها تترك وراءها آلاف الأخطبوطات الأخرى!
ويقال أن الأخطبوطات الجديدة المولودة تكون يتيمة الأم، بمجرد خروجها من البويضات ورؤية نور الحياة. ويتوجب عليها البحث عن غذائها باستخدام 3 شفاطات في كل ذراع أو مجس فقط! كما عليها أن تتعلم بمفردها كيف تتخفى من الحيوانات القانصة الأخرى وذلك باستخدام 70 خلية ملونة فقط! الجدير بالذكر أن صغار الأخطبوط لا يمكنها في هذه المرحلة تشكيل ألوان في جلدها بما يتلائم مع لون الأرضية التي تتخفى داخلها، بل تكتفي بجعل جلدها قاتماً أو فاتح اللون. وتبدأ صغار الأخطبوط السباحة في المياه لمدة ثلاثة أشهر ثم ينتهي أمرها بالركود عند القاع نظراً لوزنها الثقيل.

## الإحساس
كما نعرف فإن للأخطبوط ثماني أذرع طويلة أو ما تسمى بالمجسات، كل ذراع أو مجس مجهز ب 240 شفاطة “فم لاصق” وعندما تنقبض العضلات التي تغطي الشفاطات تتكون فيها شفطة تجعلها تلتصق بالصخور أو بالضحية. ويستطيع الاخطبوط من خلال هذه الشفاطات التعرف إلى شكل الأشياء التي يلتقطها بها، كما يمكنه التعرف إلى طعمها، وتغطي الشفاطات كميات كبيرة من المستقبلات الحسية تفوق قدرة لسان الإنسان على الإحساس بطعم الأشياء من ناحية مرارتها وحموضتها أو حلاوتها بعشر مرات.
ويمكن للأخطبوط أن يغير لونه في أقل من ثانية، حيث تغطي جلده ملايين الخلايا الملونة التي تخضع لسيطرة النظام العصبي. ويطلق على هذه الخلايا تعبير “كروماتوفور” وتمتلئ هذه الخلايا بصبغات سوداء أو بنية أو صفراء وهي محاطة بألياف عضلية عندما تنقبض تتوسع الخلايا ومعها الصبغات مشكلة بقعاً تعمل على اسوداد الجلد، وفي المقابل، يقوم الحيوان بإرخاء عضلاته فيما لو أراد مفاجأة خصمه أو الاختفاء تحت الرمال، وفي هذه الحالة تتقلص، الخلايا الملونة، وتكوّن الصبغات نقاطاً غير مرئية بشكل يصبح معها جلد الحيوان فاتح اللون.

## الحركة
يتميز الأخطبوط بسرعة السباحة في المياه وهو يستعمل اثنين فقط من أطرافه للحركة وباقي الأطراف يستخدمها للأكل وذلك حسب الدراسات الحديثة، كما أنه يستطيع تغيير لونه ليناسب البيئة التي يختبئ بها في انتظار فرائسه التي تصبح عديمة القدرة عندما يمسك بها.

## الحجم
ينمو الأخطبوط ليصل إلى أحجام عملاقة وقد وصل حجمه في السواحل الأسترالية إلى 18 مترا أي ما يعادل بناء بست طوابق، كما ثبت علمياً أن خلايا الأخطبوط قابلة للتجديد مما يعطيه القدرة على إعادة بناء جسمه بالكامل مرة أخرى من أحد المجسات.

## في الأساطير
كان بعض الناس يعتقدون أنه يوجد كراكين، لكن الكراكين كان أسطوره ولا سيما بعض الناس يعتقدون أنه مفترس وهناك خرافات تقول إنه كان يهاجم السفن ولكن كل تلك الأساطير كانت تظل في ذهونهم، وتنتقل عبر الأجيال.

## كغذاء

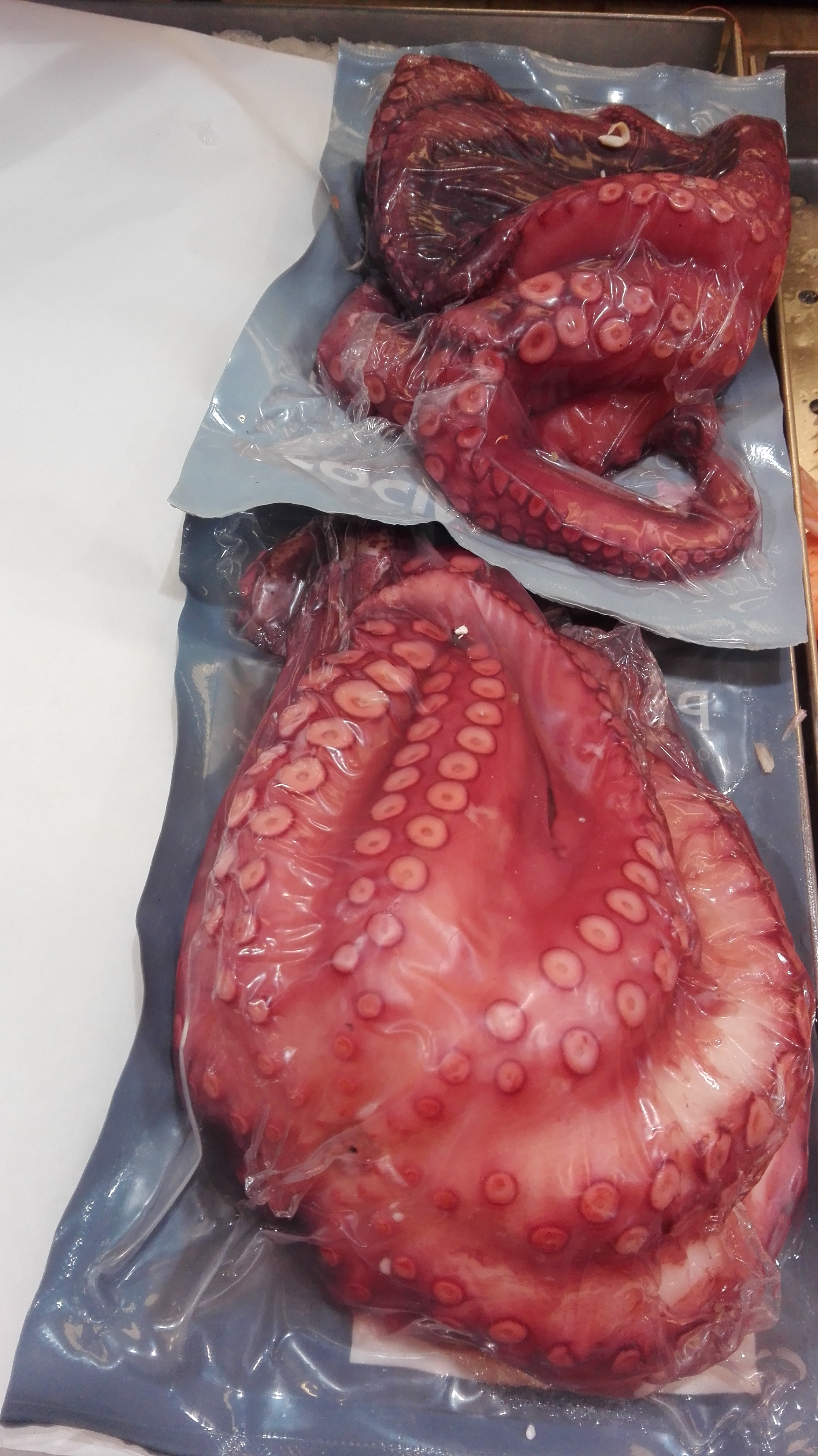
وجبة الأخطبوط في مدينة سلامنكا الإسبانية.

في بعض البلدان الساحلية يؤكل لحم الأخطبوط ويعتبر شهياً. وتنتمي الأخطبوطات إلى مجموعة من الأسماك الصدفية تدعى الرخويات. وتتضمن تلك المجموعة أيضًا المحار والقواقع. والحبارات رخويات كالحبار والأسماك الهلامية التي ليست لها أصداف خارجية.

## كحيوان أليف
كان ملهماً للعديد من صناع أفلام السينما فتخيلوه وحشاً بحرياً عملاقاً يغرق السفن، وهو ليس صحيحاً فالأخطبوط من حيوانات القاع وهو ليس مخيفا.